# Fedorivka, Veselînove
Fedorivka (în ucraineană Федорівка) este un sat în comuna Stavkî din raionul Veselînove, regiunea Mîkolaiiv, Ucraina.

## Demografie
Componența lingvistică a localității Fedorivka
     Ucraineană (91,23%)
     Rusă (7,6%)
     Alte limbi (0,88%)
Conform recensământului din 2001, majoritatea populației localității Fedorivka era vorbitoare de ucraineană (91,23%), existând în minoritate și vorbitori de rusă (7,6%).